# Ledečko
Ledečko település Csehországban, a Kutná Hora-i járásban. Ledečko Sázava, Samopše és Rataje nad Sázavou településekkel határos. Lakosainak száma 237 fő (2024. január 1.).

## Népesség
A település lakosságának változását az alábbi diagram mutatja:
| Lakosok száma | 314  | 397  | 319  | 341  | 181  | 177  | 171  | 173  | 219  | 237  |
|               | 1869 | 1900 | 1921 | 1961 | 1980 | 2011 | 2016 | 2019 | 2021 | 2024 |